# Floorball Deutschland Pokal 2011/12
Der Floorball Deutschland Pokal 2011/12 war die fünfte Spielzeit des Floorball Deutschland Pokals. 44 Mannschaften nahmen am Wettbewerb teil. Die Spiele der ersten Runde wurden am 8. und 9. Oktober 2011 ausgetragen. Das Final Four fand am 19. und 20. Mai 2012 in Hamburg statt.
Der UHC Sparkasse Weißenfels setzte sich im Endspiel mit 10:7 gegen die Red Devils Wernigerode durch und gewann damit zum vierten Mal den Pokalwettbewerb.

## 1. Runde
| Dümptener Füchse | 4 | – | 3 | Black Lions Landsberg | 8. Oktober 2011, 14:30 Uhr |  |

| TV Südkamen | 8 | – | 3 | Bielefelder TG | 8. Oktober 2011, 15:00 Uhr |  |

| PSV Wikinger München | 7 | – | 4 | UHK Kassel Rangers | 8. Oktober 2011, 19:00 Uhr |  |

| SV Fliehtbachtal Rotta | 4 | – | 16 | TV Eiche Horn Bremen | 9. Oktober 2011, 12:00 Uhr |  |

| SC DHfK Leipzig | 12 | – | 2 | USV TU Dresden | 9. Oktober 2011, 13:00 Uhr |  |

| SV Floorball Butzbach 04 | 1 | – | 20 | UHC Sparkasse Weißenfels | 9. Oktober 2011, 13:00 Uhr |  |

| VBC Ludwigshafen | 6 | – | 2 | FBC Phönix Leipzig | 9. Oktober 2011, 15:00 Uhr |  |

| Red Devils Wernigerode II | 6 | – | 9 | Floorball Tigers Magdeburg | 9. Oktober 2011, 16:00 Uhr |  |

| SG Mittelnkirchen/Stade | 4 | – | 12 | ETV Hamburg | 9. Oktober 2011, 16:00 Uhr |  |

| MFBC Löwen Leipzig | 11 | – | 4 | Floor Fighters Chemnitz | 9. Oktober 2011, 16:00 Uhr |  |

| Floor Fighters Chemnitz II | 4 | – | 15 | SSF Dragons Bonn | 9. Oktober 2011, 16:00 Uhr |  |

| SG Bordesholm/Neuwittenbek | 3 | – | 7 | TSV Neuwittenbek | 9. Oktober 2011, 17:00 Uhr |  |

## 2. Runde
| DJK Holzbüttgen | 4 | – | 12 | Unihockey Igels Dresden | 12. November 2011, 11:00 Uhr |  |

| SC DHfK Leipzig | 8 | – | 3 | SSC Hochdahl | 12. November 2011, 13:00 Uhr |  |

| VBC Ludwigshafen | 3 | – | 10 | UHC Sparkasse Weißenfels II | 12. November 2011, 13:00 Uhr |  |

| Floorball Grizzlys Salzwedel | 10 | – | 4 | SV Chemie Genthin | 12. November 2011, 15:00 Uhr |  |

| Dümptener Füchse | 10 | – | 2 | TV Südkamen | 12. November 2011, 15:00 Uhr |  |

| SG Hamburg/Schenefeld | 3 | – | 17 | TV Lilienthal | 12. November 2011, 17:00 Uhr |  |

| TV Eiche Horn Bremen | 7 | – | 4 | SGBA Tempelhof Berlin | 12. November 2011, 18:00 Uhr |  |

| TB Uphusen Vikings | 0 | – | 19 | Red Devils Wernigerode | 12. November 2011, 18:30 Uhr |  |

| Saalebiber Halle | 0 | – | 3 | ETV Hamburg | 12. November 2011, 19:00 Uhr |  |

| SG Erlensee/Mainz | 0 | – | 24 | UHC Sparkasse Weißenfels | 13. November 2011, 13:00 Uhr |  |

| PSV Wikinger München | 10 | – | 4 | SSF Dragons Bonn | 13. November 2011, 14:00 Uhr |  |

| Westfälischer Floorball Club | 7 | – | 3 | Floorball Tigers Magdeburg | 13. November 2011, 14:30 Uhr |  |

| TSV Neuwittenbek | 9 | – | 1 | SGBA Tempelhof Berlin II | 13. November 2011, 14:30 Uhr |  |

| ESV Ingolstadt | 6 | – | 13 | UHC Döbeln 06 | 13. November 2011, 15:00 Uhr |  |

| SG Schriesheim/Heidelberg | 4 | – | 5 | ASV Köln | 13. November 2011, 17:00 Uhr |  |

| United Lakers Konstanz | 5 | – | 14 | MFBC Löwen Leipzig | 8. Januar 2012, 15:00 Uhr |  |

## Achtelfinale
Folgende 16 Mannschaften nahmen am Achtelfinale teil:
| Bundesliga | 2. Bundesliga | Regionalliga                                             | Sonstige               |
| 0 Unihockey Igels Dresden MFBC Löwen Leipzig Red Devils Wernigerode TV Lilienthal ETV Hamburg UHC Sparkasse Weißenfels | Ost SC DHfK Leipzig UHC Döbeln 06 UHC Sparkasse Weißenfels II Nord-West ASV Köln Westfälischer Floorball Club TSV Neuwittenbek TV Eiche Horn Bremen | Ost B Floorball Grizzlys Salzwedel West Dümptener Füchse | 0 PSV Wikinger München |

| Dümptener Füchse | 1 | – | 5 | Unihockey Igels Dresden | 14. Januar 2012, 14:45 Uhr |  |

| Floorball Grizzlys Salzwedel | 1 | – | 18 | ASV Köln | 14. Januar 2012, 16:00 Uhr |  |

| PSV Wikinger München | 3 | – | 7 | MFBC Löwen Leipzig | 14. Januar 2012, 17:00 Uhr |  |

| Red Devils Wernigerode | 9 | – | 0 | SC DHfK Leipzig | 14. Januar 2012, 18:00 Uhr |  |

| TV Lilienthal | 5 | – | 4 | ETV Hamburg | 14. Januar 2012, 18:00 Uhr |  |

| Westfälischer Floorball Club | 3 | – | 19 | UHC Döbeln 06 | 15. Januar 2012, 14:30 Uhr |  |

| TSV Neuwittenbek | 3 | – | 9 | TV Eiche Horn Bremen | 15. Januar 2012, 16:30 Uhr |  |

| UHC Sparkasse Weißenfels II | 5 | – | 13 | UHC Sparkasse Weißenfels | 29. Januar 2012, 18:30 Uhr |  |

## Viertelfinale
Folgende acht Mannschaften nahmen am Viertelfinale teil:
| Bundesliga                                                                                                 | 2. Bundesliga                                             |
| 0 Unihockey Igels Dresden MFBC Löwen Leipzig Red Devils Wernigerode TV Lilienthal UHC Sparkasse Weißenfels | Ost UHC Döbeln 06 Nord-West ASV Köln TV Eiche Horn Bremen |

| UHC Sparkasse Weißenfels | 16 | – | 9 | TV Lilienthal | 4. März 2012, 16:00 Uhr |  |

| ASV Köln | 7 | – | 8 | Unihockey Igels Dresden | 4. März 2012, 16:00 Uhr |  |

| TV Eiche Horn Bremen | 7 | – | 6 | MFBC Löwen Leipzig | 3. März 2012, 17:30 Uhr |  |

| UHC Döbeln 06 | 3 | – | 10 | Red Devils Wernigerode | 3. März 2012, 18:00 Uhr |  |

## Final Four
Folgende vier Mannschaften nahmen am Final Four teil:
| Bundesliga                                                                | 2. Bundesliga                  |
| 0 Unihockey Igels Dresden Red Devils Wernigerode UHC Sparkasse Weißenfels | Nord-West TV Eiche Horn Bremen |

### Halbfinale
| Unihockey Igels Dresden | 6 | – | 23 | UHC Sparkasse Weißenfels | 19. Mai 2012, 12:45 Uhr |  |

| TV Eiche Horn Bremen | 3 | – | 4 | Red Devils Wernigerode | 19. Mai 2012, 17:15 Uhr |  |

### Finale
| UHC Sparkasse Weißenfels | 10 | – | 7 | Red Devils Wernigerode | 20. Mai 2012, 15:00 Uhr |  |